# Wacław Skomorucha
Wacław Skomorucha (* 27. Februar 1915 in Chądzyń; † 25. August 2001 in Siedlce) war römisch-katholischer Weihbischof in Siedlce.

## Leben
Der Apostolische Administrator von Siedlce, Czesław Sokołowski, weihte ihn am 8. September 1940 zum Priester.
Johannes XXIII. ernannte ihn am 21. November 1962 zum Weihbischof in Siedlce und Titularbischof von Zoara. Der Erzbischof von Gnesen und Warschau, Stefan Kardinal Wyszynski, weihte ihn am 21. April des nächsten Jahres zum Bischof; Mitkonsekratoren waren eben Ignacy Świrski, Bischof von Siedlce, und Antoni Pawłowski, Bischof von Włocławek.
Als Wahlspruch wählte er Veritati et caritati. Er nahm an der zweiten und vierten Sitzungsperiode des Zweiten Vatikanischen Konzils teil. Am 1. Februar 1992 nahm Papst Johannes Paul II. seinen altersbedingten Rücktritt an.